# Янтарне (Покровський район)
Янта́рне — село Курахівської міської громади Покровського району Донецької області, Україна. У селі мешкає 0 людей.

## Загальні відомості
Розташоване на правому березі р. Сухі Яли. Відстань до райцентру становить близько 31 км і проходить переважно автошляхом Н15.
Землі села межують із територією с. Улакли Великоновосілківського району Донецької області.
15 січня 2025 року російські війська окупували село.

## Населення
За даними перепису 2001 року населення села становило 148 осіб, із них 25 % зазначили рідною мову українську, 72,97 % — російську та 1,35 % — болгарську мову.